# Soprană dramatică
O soprană dramatică este un tip de soprană de operă cu voce puternică și emotivă, care poate cânta impunându-se unei orchestre complete.
Coardele vocale ale vocilor dramatice au de obicei (dar nu totdeauna) mai puțină agilitate decât vocile mai ușoare, dar și un sunet mai susținut și intens, cu un timbru mai întunecat. Acest tip de soprane sunt utilizate în interpretarea rolurilor feminine tragice.